# Aphareus (Kentaur)
Aphareus (altgriechisch Ἀφαρεύς Aphareús) ist eine Gestalt der griechischen Mythologie.
Aphareus war einer der Kentauren, die an der Hochzeitsfeier des Peirithoos teilnahmen. Doch als ihm und den anderen Kentauren der Wein zu Kopf gestiegen war, kam es zwischen ihnen und den Lapithen zu einem blutigen Kampf (Kentauromachie). In diesem suchte Aphareus den Tod seines Kameraden Diktys zu rächen, indem er einen Felsbrocken nach Peirithoos werfen wollte. Theseus aber zerschmetterte Aphareus mit einem Eichenknüppel die Arme und machte ihn so kampfunfähig.